# Уилла (рассказ)
Уи́лла (англ. Willa) — рассказ американского писателя Стивена Кинга, впервые опубликованный в декабре 2006 года в США, в журнале Playboy. В 2008 году рассказ был издан в США в составе сборника «Just After Sunset». На русском языке опубликован издательством «АСТ» в составе сборника «После заката» в 2011 году.

## Сюжет
Дэвид Сандерсон, один из пассажиров, долго и безуспешно ожидающих прибытия поезда на полустанке в вайомингской глуши, замечает вдруг, что его невеста, Уилла Стюарт, куда-то исчезла. Беспокоясь за неё, он решает сходить в расположенный неподалёку от станции городок Кроухарт Спрингс. Другие пассажиры, от скуки развлекающиеся предположениями о том, что девушка взяла и бросила его, укатив дальше автостопом, отговаривают его от этого похода, поскольку «вечереет, а здесь в глуши водится кой-кто и похуже койотов». Дэвид отмахивается от предупреждений и пешком проходит все три мили до города. По пути ему наперерез выходит огромный волк, который внезапно бросается прочь, обделавшись от испуга. Дэвид чувствует, что что-то идёт не так, но это ощущение остаётся подспудным.
Придя на окраину городка, Дэвид интуитивно направляется к бару под названием «26» («Ничего удивительного. Это ведь автострада 26, так что для хонки-тонка название вполне логичное»). Там он и находит Уиллу, в одиночестве сидящую за столиком. Поболтав немного, Дэвид, по подсказке Уиллы, осознаёт наконец, что́ именно гнетёт его, и какова на самом деле правда: их поезд сошёл с рельсов и все они мертвы, но до сих пор продолжают ждать поезд на станции, хотя прошло уже 20 лет…
Дэвид и Уилла, вернувшись на станцию, пытаются объяснить остальным, что случилось, но те продолжают цепляться за свои иллюзии, хотя теперь их истинный облик погибших в крушении становится очевиден. И молодые люди решают уйти со станции, которая, судя по надписи на столбе, в ближайшее время подлежит сносу, поскольку эта ветка давно уже заброшена. Дэвид и Уилла решают остаться в баре «26» и оставаться там вместе — столько, сколько продлится их бестелесное существование.

Дэвид с Уиллой медленно двигались в танце по пустой площадке, то появляясь в длинном зеркале, то пропадая.
— Уилла…
— Ш-ш-ш. Твоя крошка ещё не натанцевалась.
Притихший Дэвид зарылся лицом в её волосы и отдался музыке. Ему подумалось, что теперь они останутся здесь навсегда, и время от времени люди будут их видеть. Бар даже может заработать славу места с привидениями, но скорее всего этого не случится: когда люди пьют и веселятся, им обычно не до призраков — не считая тех, кто пьет в одиночку. Может, иногда перед закрытием у бармена и последней задержавшейся официантки (у самой главной, которая распределяет чаевые) будет появляться чувство, будто за ними наблюдают. Иногда им будет чудиться музыка или чье-то отражение в зеркалах…

Он закрыл глаза, и танец продолжился. Иногда они появлялись в зеркале, а когда пропадали, оставалась лишь старая песня, что звучала в пустом зале, освещенном сиянием неоновых гор. — Стивен Кинг, «Уилла»

## Персонажи
- Уилла Стюарт (Willa Stuart). Девушка из числа пассажиров поезда, первой догадавшаяся о том, что все они мертвы.
- Дэвид Сандерсон (David Sanderson). Молодой человек из числа пассажиров поезда, инвестиционный банкир. Жених Уиллы Стюарт.
- Джорджия Андрисон (Georgia Andreeson). Женщина из числа пассажиров поезда, мать непоседливой девочки Пэмми Андрисон.
- Пэмми Андрисон (Pammy Andreeson). Пятилетняя девочка из числа пассажиров поезда, ни минуты не сидевшая спокойно.
- Урсула Дэвис (Ursula Davis). Высокая привлекательная женщина 40 лет, из числа пассажиров поезда. С первого же взгляда невзлюбила Уиллу.
- Ландер, Генри и Руфь (Henry & Ruth Lander). Супруги из числа пассажиров поезда.
- О’Кейси (O’Casey). «Плотный молодой человек из Сиэтла в фуражке морского пехотинца», один из пассажиров поезда.
- Палмеры, Хелен и Фил (Helen & Phil Palmer). Супруги из числа пассажиров поезда. Хелен, медленно умирающая от рака и болезни Альцгеймера разом, направлялась с мужем в Портленд.
- Раттнер (Rattner). Кондуктор сошедшего с рельс поезда «Амтрак».
- «Салли» Райнхарт («Sally» Rinehart). Женщина из числа пассажиров поезда. Дэвид не мог вспомнить её имени, «кажется, она была Салли, а впрочем, такое простое имя он бы запомнил».